# استان اسپارتا
اسپارتا نام یکی از استان‌های ترکیه است که در جنوب غربی این کشور واقع شده‌است. مرکز آن شهر اسپارتا است.
استان‌های همسایه آن عبارتند از افیون در شمال غرب، بوردور در جنوب غربی، آنتالیا در سمت جنوب، و قونیه در شرق. مساحت استان اسپارتا ۸۹۹۳ کیلومتر مربع و جمعیت آن ۴۴۸٬۲۹۸ نفر است. این استان به خاطر محصولات سیب، آلبالو، انگور، گل سرخ و فرش خود معروف است. حاصلخیزترین زمین‌های استان در منطقه‌ای به نام اولوبورلو قرار دارند. استان اسپارتا در منطقه دریاچه‌خیز (Göller Bölgesi) ناحیه مدیترانه‌ای ترکیه واقع شده و دریاچه‌های آب شیرین زیادی دارد.

## نگارخانه

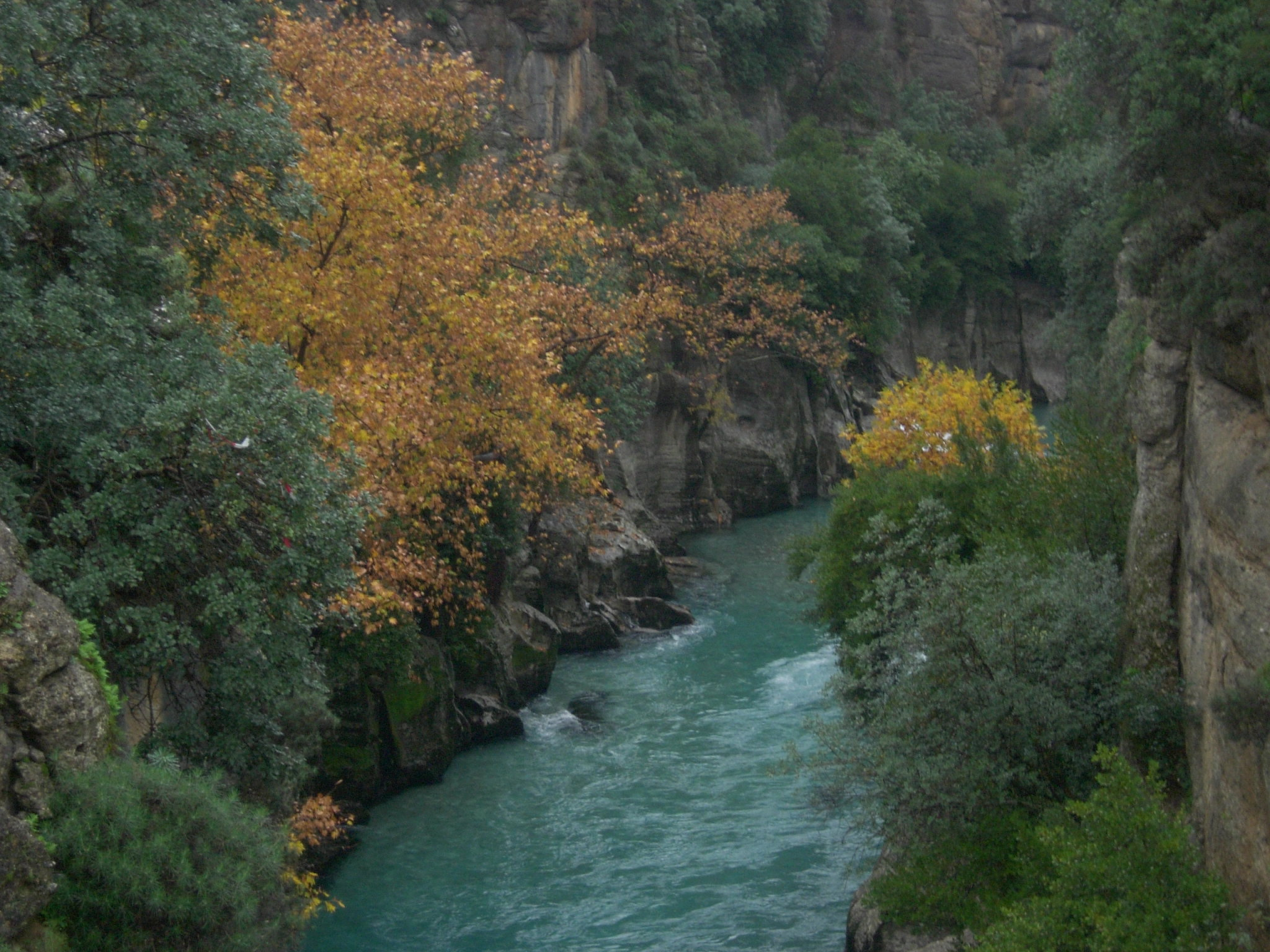
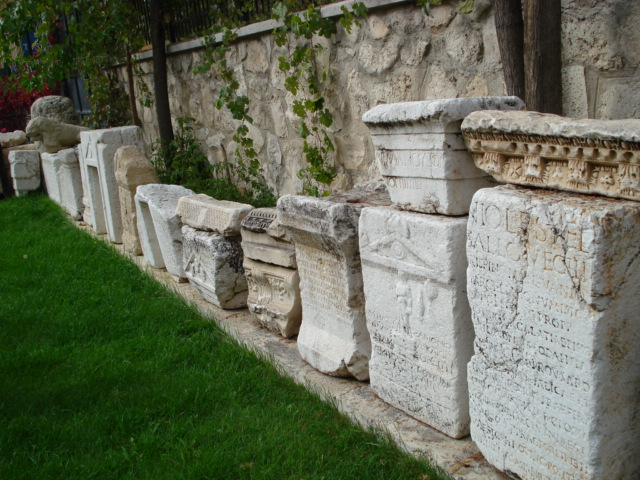
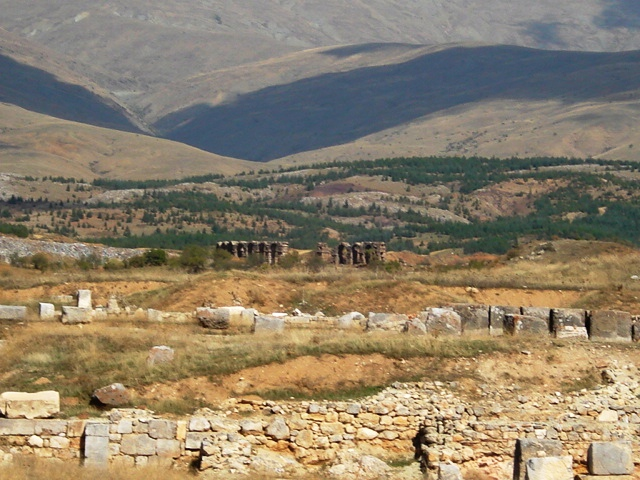
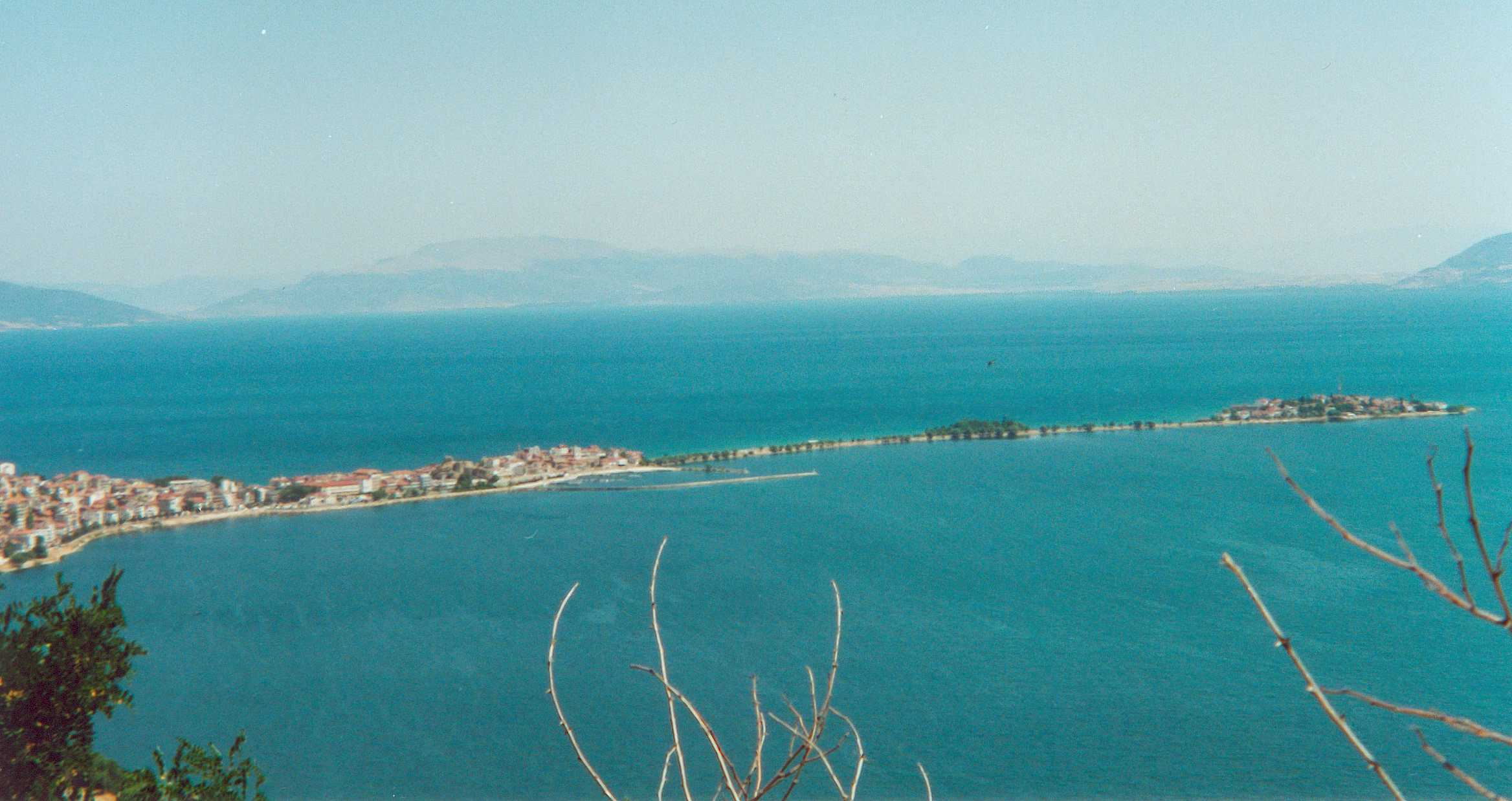

## شهرستان‌ها
استان اسپارتا ۱۳ شهرستان دارد:
- آق‌سو Aksu
- آتابی Atabey
- اغیردیر Eğirdir
- گلن‌دوست Gelendost
- گونن Gönen
- اسپارتا Isparta
- کچی‌بورلو Keçiborlu
- شرقی‌قره‌آقاج Şarkikaraağaç
- سنیرکند Senirkent
- سوتچولر Sütçüler
- اولوبورلو Uluborlu
- یالواچ Yalvaç
- ینی‌شاربادملی Yenişarbademli